# Mimoserixia rondoni
Mimoserixia rondoni là một loài bọ cánh cứng trong họ Cerambycidae.